# 楊廷璣
楊廷璣（?—?），福建省泉州府晉江縣人，清朝政治人物、同進士出身。
光緒二十四年（1898年），参加光緒戊戌科殿試，登進士三甲86名。同年五月，授內閣中書。